# Spa (Belgio)
Spa (in vallone Spå) è un comune di lingua francese del Belgio, situato nella provincia di Liegi. 

## Storia
Conosciuto per le sue acque termali, probabilmente dall'epoca romana, Spa cominciò a svilupparsi nel XVI secolo quando la reputazione delle sue acque favorì il commercio nella città. Grazie all'afflusso di turisti inglesi che frequentavano la città sin da quel secolo, il nome Spa è divenuto un termine generico per il termalismo, dapprima in inglese e poi anche in altre lingue.
Spa diventò quindi un luogo d'elezione della nobiltà europea, l'imperatore Giuseppe II (dopo la sua visita nel 1781) la soprannominò il "Caffè d'Europa"; ed è proprio a Spa che è nato il primo casinò moderno, la Redoute, sull'iniziativa dei co-borgomastri Gérard de Leau e Lambert Xhrouet. Tra le personalità che hanno soggiornato a Spa, occorre ricordare Victor Hugo, lo zar Pietro il Grande, tutta la famiglia reale belga, Casanova, Alexandre Dumas padre. La vita mondana del XVIII secolo a Spa è largamente presentata nel film Barry Lyndon di Stanley Kubrick.
Nel marzo 1918, l'esercito tedesco vi installò il proprio quartiere generale delle operazioni. Da questa città fu lanciata l'ultima offensiva di estensione tedesca: l'Offensiva Michael. Dopo un periodo di sonnolenza alla fine degli anni cinquanta, il termalismo ricomincia a fiorire con superbi impianti di Annette e Lubin, in cima alla collina che domina la città, con una funicolare che permette di accedervi.
Il territorio attorno a Spa è propizio per passeggiare nelle Alte Ardenne, soprannominate le Ardenne Blu, qui comprendono il Lago di Warfaaz e il Lago della Gileppe. La regione è anche conosciuta per il celebre circuito automobilistico di Spa-Francorchamps, situato nei pressi della cittadina di Francorchamps. Non sono da dimenticare comunque le Francofolies di Spa, cugine di quelle di La Rochelle e di Montréal, che presentano spettacoli di varietà in luoghi differenti della città, come il casinò, il parco delle Sept Heures e la piazza del Municipio. Negli anni settanta, il "Festival della Canzone Francese di Spa" ha permesso il debutto di nuovi talenti come Yves Duteil e Renaud. Nel 2021 è stata dichiarata patrimonio dell'umanità dall'UNESCO nelle Grandi città termali d'Europa.